# Marguerite Gachet

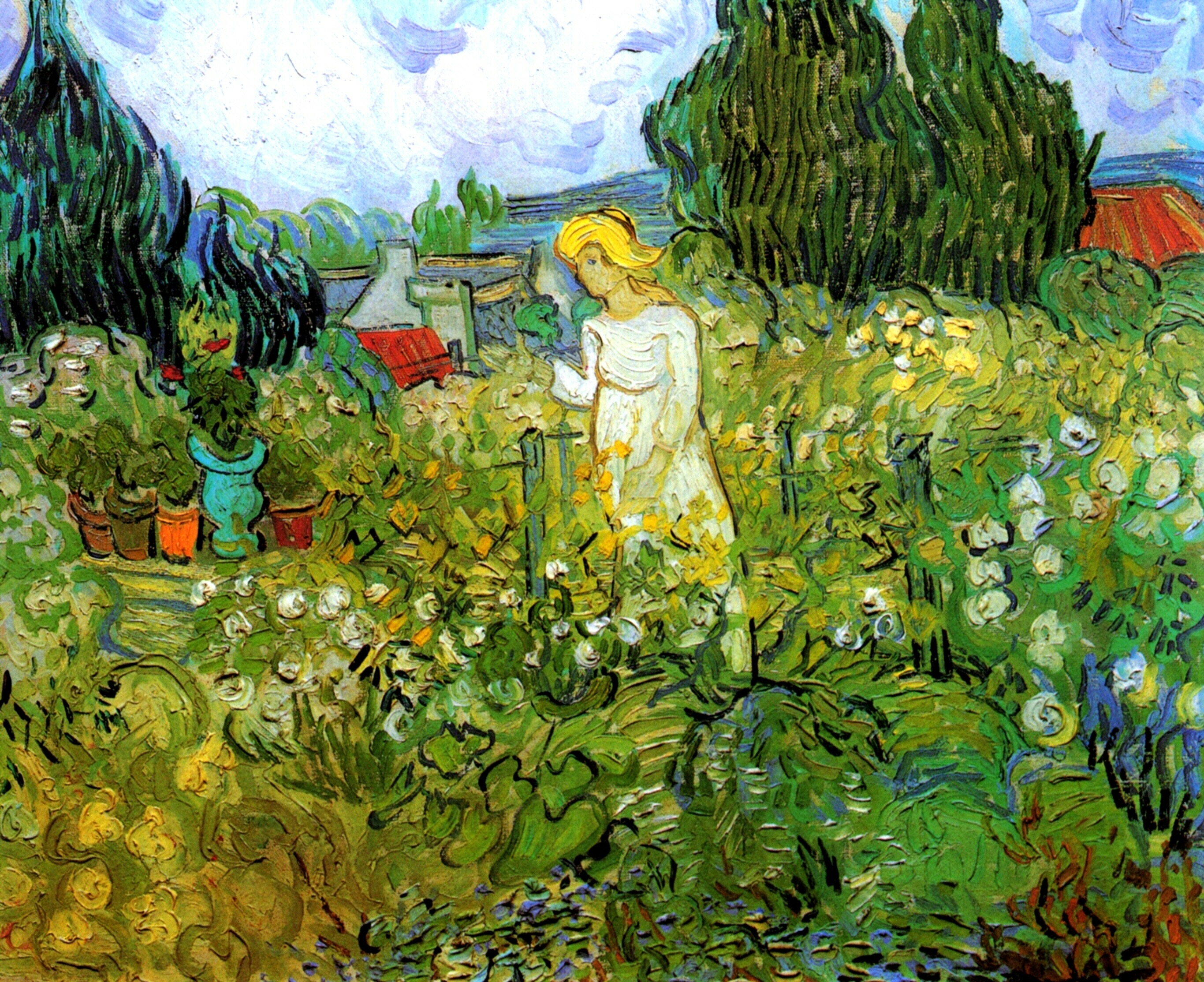
Marguerite Gachet in de tuin (1890, Musée d'Orsay)

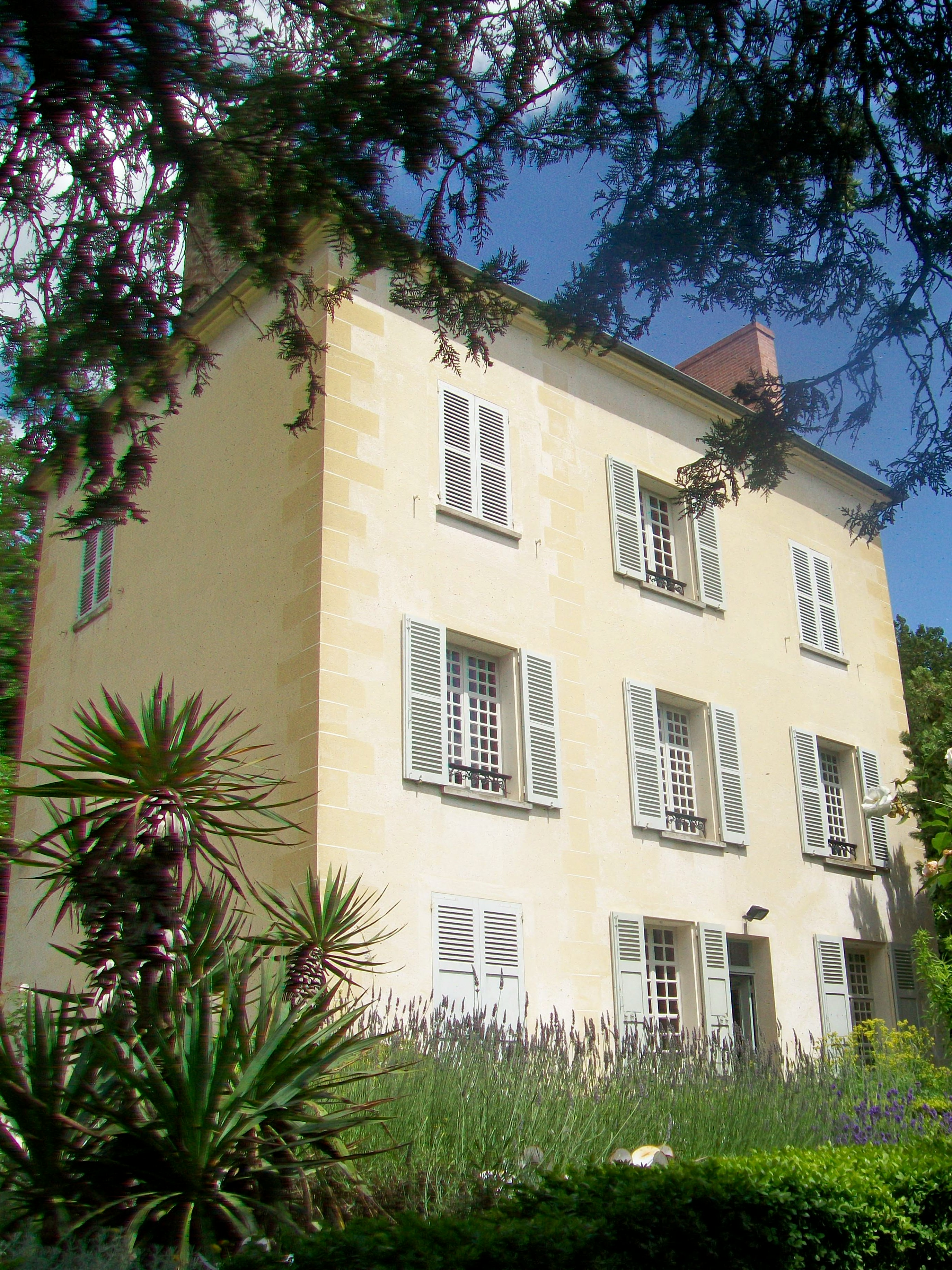
Het huis waar de schilderijen gemaakt zijn.

Clémentine Elisa Marguerite Gachet (?, 21 juni 1869 – Auvers-sur-Oise, 8 november 1949) was een Frans schildersmodel en is geschilderd door Vincent Van Gogh.
Gachet was de dochter van de homeopathische dokter Gachet, die Van Gogh in behandeling nam en hem als vriend uitnodigde op zijn landgoed in Auvers-sur-Oise. Daar poseerde Gachet in mei en juni 1890 voor hem. Vader Gachet kwam erachter dat ze op intiemere voet stonden dan hij wenselijk achtte en gebood de schilder om een einde aan te maken aan de "affaire" om Marguerite te beschermen tegen zijn psychische stoornis. Korte tijd later schoot Van Gogh zich een kogel door de borst. Volgens Jo Bonger, de weduwe van Theo van Gogh, vernam ze negen jaar later van Gachet op een tentoonstelling dat het om haar was geweest.
Haar hele verdere leven woonde Gachet in het huis van haar vader. Ze stierf op hoge leeftijd en werd begraven bij haar ouders op Père-Lachaise. De collectie schilderijen liet ze achter aan de Franse staat.

## Historische fictie
Het leven van Marguerite Gachet is meermaals beschreven in romans: 
- Alyson Richman zette haar 70 dagen met Van Gogh neer in The Last Van Gogh (2006).
- Jean-Michel Guenassia schreef in 2016 een historische roman over Van Goghs laatste weken door de ogen van Marguerite Gachet, La valse des arbres et du ciel.
- Marguerite Gachet werd vertolkt door Saoirse Ronan in Loving Vincent (2017).